# Боровая (Белгородская область)
Боровая — село в Старооскольском районе Белгородской области России. Входит в состав Владимировской сельской территории.

## История
В 1968 г. указом президиума ВС РСФСР деревни Первая и Вторая Верхне-Боровая Потудань, фактически слившиеся в единый населенный пункт переименована в Боровая.

## Население
| 2002 | 2010 |
| ---- | ---- |
| 94   | ↘68  |